# Humactavlen
Humactavlen (kroatisk og bosnisk: Humačka ploča) er et af de ældste skriftlige dokumenter i Bosnien og Hercegovina. Tavlen dateres til 1000-tallet eller 1100-tallet. Tavlan blev fundet i Humac i nærheden  af Ljubuški i regionen Hercegovina og indeholder en inskription på bosnisk kyrillisk, og enkelte glagolitiske bogstaver. I dag opbevares tavlen på et museum i franciskanerklostret i Humac.
Stenen er 68 cm høj, 59 cm bred og 15 cm tyk og vejer 124 kg.

## Inskriptionen
Inskriptionen er blevet tolket på flere forskellige måder, eftersom teksten er beskadiget flere steder.  Teksten lyder eksempelvis som følger: U IME OCA I SINA I SVETOGA DUHA. OVO JE CRKVA ARKANĐELA MIHAILA, A ZIDAO JU JE KRESIMIR(?), SIN BRETOV(?), ŽUPI (?)RUC I NJEGOVA ŽENA PAVICA(?).
Oversættelsen er nogenlunde sådan: 'I Faderens, Sønnens og Helligåndens navn. Dette er ærkeengel Michaels kirke, der rejstes af Kresimir(?), søn af Bretov(?), i župa (?), og hans hustru Pavica(?).
Oversættelsen er omtvistet blandt sprogforskere. 